# Division I (NCAA)
Pour les articles homonymes, voir Division 1.
La Division I (DI) est le plus haut niveau de sport universitaire de la National Collegiate Athletic Association (ou NCAA) aux États-Unis. Les universités qui en sont membres sont généralement réputées pour leurs athlètes (bien des universités parmi celles possédant le plus de prestige académique en font partie). Elles possèdent les budgets les plus importants, les installations les plus élaborées et délivrent plus de bourses sportives lesquelles sont limitées en nombres en fonction du sport et du sexe.
Les niveaux inférieurs à la DI sont la Division II et la Division III.
Les programmes de football américain des universités membres de la Division I sont réparties entre la NCAA Division 1 Football Bowl Subdivision (ou FBS) et la NCAA Division 1 Football Championship Subdivision (ou FCS).
Pour la saison 2020-21, la Division 1 était composée de 357 universités sur un total de 1066 reconnues par la NCAA. De ces 345 équipes, 130 sont en FBS, 127 en FCS, 100 universités ne possèdent pas de programme de football américain et 6 universités sont en transition (équipes désireuses de passer de la Division 2 vers la Division 1),.

## Histoire
Ce haut niveau était dénommé par le passé la Division Universitaire de la NCAA (University Division of the NCAA) en opposition avec les niveaux moindres appelées la Division Collège (College Division).
En 1973, ces dénominations changent :
- La division universitaire devient la Division 1 ;
- La division collège est scindée : 
  - les universités qui procurent des bourses composent la Division 2 ;
  - les universités qui ne procurent pas de bourses composent la Division 3[3].

En 1978, la Division 1 est scindée entre la Division 1-A (composée des écoles sponsorisant les principales équipes de football américain), la Division I-AA (composée des autres écoles sponsorisant le football américain) et la Division I (écoles ne sponsorisant pas le football américain),.
En 2006, pour les programmes de football américain uniquement, les Divisions I-A et I-AA sont respectivement renommées NCAA Division 1 Football Bowl Subdivision (ou FBS) et NCAA Division 1 Football Championship Subdivision (ou FCS).

## Conditions d'admission
Depuis 2012, un moratoire est établi pour tout mouvement supplémentaire vers la Division 1. Ce moratoire implique qu'une équipe désireuse d'intégrer la Division 1 doit impérativement d'une part devenir membre d'une de ses conférences et d'autre part démontrer à la NCAA qu'elle possède toutes les garanties financières nécessaires pour y évoluer.
Toutes les universités de la Division I doivent être représentées dans deux sports d'équipe pratiqués (2 par les femmes et 2 par les hommes) et doivent avoir des athlètes dans au moins :
- sept sports pratiqués par les hommes plus sept pratiqués par les femmes ou
- six sports pratiqués par les hommes plus huit pratiqués par les femmes[6].

Les universités de la Division I doivent répondre à l'octroi d'aides financières minimales pour leurs programmes sportifs. Des montants maximum ne pouvant être dépassés ont été fixés pour chaque sport. Ces montants diffèrent pour les universités évoluant dans les Divisions 2 et 3.
Chaque saison, des équipes de chaque sexe doivent participer aux diverses compétitions. Pour chaque sport, un nombre minimum de rencontres et de sportifs ont été fixés, ainsi que des critères de planification. À l'exception du football américain et du basketball, les équipes de Division 1 doivent rencontrer d'autres équipes de Division 1 à 100 % des rencontres minimales prévues. Si d'autres rencontres sont organisées, un minimum de 50 % de celles-ci devront être jouées contre des équipes de Division 1. Les équipes masculines et féminines de basketball ne peuvent jouer que deux rencontres contre des équipes autres que celles de Division 1. De plus, les équipes masculines de basketball doivent jouer 1/3 des rencontres à domicile.
En plus des écoles dont tous les programmes sportifs évoluent en Division 1, la NCAA autorise certaine écoles de Division 2 et 3 à faire participer une de ses équipes masculines et une de ses équipes féminines dans un sport en Division 1 (à l'exception du football américain et du basketball) à la condition que ces écoles aient sponsorisé ces sports avant que les règles ne soient modifiées en 2011.
En outre, les écoles de Division 2 sont admissibles à concourir en Division 1 dans les sports qui, en Division 2, ne disposent pas d'un championnat national, à la condition que ces écoles respectent les règles de la Division 1 pour ce qui concerne les possibilités financières et les critères liés aux bourses d'études.

### Spécificités pour le football américain
Bourses universitaires :
Les équipes FBS sont autorisées à fournir une aide financière de 85 bourses universitaires attribuées à 85 joueurs tandis que les équipes FCS sont limitées à une aide financière de 63 bourses universitaires pouvant être réparties sur un nombre maximal de 85 joueurs. Les équipes FCS peuvent donc fournir une bourse d'études partielle ce qui est interdit en FBS.
Assistances aux rencontres :
Les équipes faisant partie de la FBS doivent également avoir des assistances minimales pour leurs matchs à domicile, soit une moyenne de par match de 15 000 entrées payantes tandis que les équipes FCS ne doivent pas justifier d'un minimum d'entrée payante.
Après saison régulière :
Depuis 1978, les équipes FCS déterminent leur champion national par un système de playoffs (matchs à élimination directe jusqu'à la finale).
Les équipes FBS sont invitées à jouer un bowl en fonction des places acquises dans divers classements, les 2 équipes considérées comme les plus fortes se disputant le titre de champion national lors du BCS National Championship Game. Néanmoins, depuis la saison 2014, un système de playoffs à quatre équipes est mis en place pour déterminer le champion national : le College Football Playoff. Il se compose de deux demi-finales et d'une finale. Malgré ce changement, la Division 1 FBS de football américain est toujours actuellement le seul sport NCAA qui ne détermine pas son champion à la suite d'un système de championnat.

## Répartition par sport des bourses sportives
Liste non exhaustive des bourses sportives
| Sport              | Équipes         | Conférences   | Bourses sportives masculines (scholarships) | Bourses sportives féminines (scholarships) |
| ------------------ | --------------- | ------------- | ------------------------------------------- | ------------------------------------------ |
| Aviron             | 22              | -             | -                                           | 20                                         |
| Baseball           | 298             | 31            | 11.7                                        | -                                          |
| Basket-ball        | 351 (H) 348 (F) | 32 (H et F)   | 13                                          | 15                                         |
| Beach-volley       | 48              | 6             | -                                           | 6                                          |
| Bowling            | 33              | 4             | -                                           | 5                                          |
| Cross-country      | 31 (H) 31 (F)   |               | 12.6                                        | 18                                         |
| Crosse             | 68 (H) 103 (F)  | 10 (H) 13 (F) | 12.6                                        | 12                                         |
| Escrime            | 21 (H) 25 (F)   | 3             | 4.5                                         | 5                                          |
| Football américain | 252             | 24            | 85 (FBS) 63 (FCS)                           | pas de championnat                         |
| Football (Soccer)  | 203 (H) 327 (F) | 23 (H) 32 (F) | 9.9                                         | 14                                         |
| Golf               | 36 (H) 25 (F)   | -             | 4.5                                         | 6                                          |
| Gymnastique        | 21 (H) 25 (F)   | 4 (H) - (F)   | 6.3                                         | 12                                         |
| Hockey sur glace   | 59              | 5             | 18                                          | 18                                         |
| Hockey sur gazon   | 78 (F)          | 11 (F)        | -                                           | 12                                         |
| Lutte              | 72 (H)          | -             | 9.9                                         | -                                          |
| Softball           | 291             | 32            | -                                           | 12                                         |
| Ski                | 13              | 4             | 6.3                                         | 7                                          |
| Tennis             | 64              | -             | 4.5                                         | 8                                          |
| Tir                | 16 (H) 23 (F)   | 4             | 3.6                                         | -                                          |
| Volley-ball        | 22 (H) 332 (F)  | 3 (H) 32 (F)  | 4.5                                         | 12                                         |
| Water Polo         | 42              | 3             | 4.5                                         | 8                                          |

## Divisions en Football américain

### Football Bowl Subdivision (FBS)
Mise à jour le 2 août 2024
| Conférence                   | Surnom       | Membres | Sports | Masculin | Féminin |
| ---------------------------- | ------------ | ------- | ------ | -------- | ------- |
| Atlantic Coast Conference    | ACC          | 17      | 27     | 13       | 14      |
| American Athletic Conference | The American | 14      | 21     | 9        | 12      |
| Big Ten Conference           | Big Ten      | 18      | 28     | 14       | 14      |
| Big 12 Conference            | Big 12       | 16      | 25     | 10       | 15      |
| Conference USA               | CUSA         | 10      | 19     | 8        | 11      |
| Indépendants FBS             | Independents | 3       |        |          |         |
| Mid-American Conference      | MAC          | 12      | 22     | 9        | 13      |
| Mountain West Conference     | MW           | 12      | 19     | 8        | 11      |
| Pacific-12 Conference        | Pac-12       | 2       | –      | –        | –       |
| Southeastern Conference      | SEC          | 16      | 21     | 9        | 12      |
| Sun Belt Conference          | SBC          | 14      | 19     | 9        | 10      |

### Football Championship Subdivision (FCS)
Mise à jour le 1er juillet 2022
| Conférence                          | Surnom     | Membres | Sports | Masculin | Féminin | Mixte |
| ----------------------------------- | ---------- | ------- | ------ | -------- | ------- | ----- |
| ASUN Conference                     | ASUN       | 6       | 21     | 10       | 11      | 0     |
| Big Sky Conference                  | Big Sky    | 12      | 16     | 7        | 9       | 0     |
| Big South Conference                | Big South  | 6       | 19     | 9        | 10      | 0     |
| Colonial Athletic Association       | CAA        | 13      | 21     | 10       | 11      | 0     |
| NCAA Division I FCS indépendants    | IND        | 0       | 0      | 0        | 0       | 0     |
| Ivy League                          | Ivy League | 8       | 33     | 17       | 16      | 0     |
| Mid-Eastern Athletic Conference     | MEAC       | 6       | 14     | 7        | 7       | 0     |
| Missouri Valley Football Conference | MVFC       | 11      | 1      | 1        | 0       | 0     |
| Northeast Conference                | NEC        | 7       | 24     | 11       | 13      | 0     |
| Ohio Valley Conference              | OVC        | 7       | 19     | 8        | 10      | 1     |
| Patriot League                      | Patriot    | 7       | 24     | 11       | 13      | 0     |
| Pioneer Football League             | PFL        | 11      | 1      | 1        | 0       | 0     |
| Southern Conference                 | SoCon      | 9       | 20     | 10       | 9       | 1     |
| Southland Conference                | SLC        | 7       | 18     | 8        | 10      | 0     |
| Southwestern Athletic Conference    | SWAC       | 12      | 18     | 8        | 10      | 0     |
| Western Athletic Conference         | WAC        | 7       | 20     | 10       | 10      | 0     |

## Division I (sans championnat de football américain)
Mise à jour le 1er juillet 2022
| Conférence                                | Surnom       | Membres            | Sports | Masculin | Féminin |
| ----------------------------------------- | ------------ | ------------------ | ------ | -------- | ------- |
| America East Conference                   | America East | 9 (+ 4 associés)   | 18     | 8        | 10      |
| Atlantic 10 Conference                    | A-10         | 15 (+ 4 associés)  | 22     | 10       | 12      |
| Big East Conference                       | Big East     | 11 (+ 5 associés)  | 22     | 10       | 12      |
| Big West Conference                       | Big West     | 11 (+ 1 associé)   | 18     | 8        | 10      |
| Horizon League                            | Horizon      | 11                 | 19     | 9        | 10      |
| NCAA Division I Indépendants (basketball) | Independents | -                  | -      | -        | -       |
| Metro Atlantic Athletic Conference        | MAAC         | 11 (+ 14 associés) | 23     | 10       | 13      |
| Missouri Valley Conference                | MVC / Valley | 12 (+ 2 associés)  | 17     | 7        | 10      |
| Summit League                             | The Summit   | 10 (+ 6 associés)  | 19     | 9        | 10      |
| West Coast Conference                     | WCC          | 10 (+ 1 associé)   | 15     | 6        | 9       |

## Division I Hockey sur glace
Mise à jour le 1er juillet 2024
| Conférence                                      | Surnom       | Membres (Hommes/Femmes) | Création   |
| ----------------------------------------------- | ------------ | ----------------------- | ---------- |
| Atlantic Hockey America (en)                    | AHA          | 14 (11/6)               | 1997       |
| Big Ten Conference                              | Big Ten      | 7 (7/0)                 | 1896       |
| Central Collegiate Hockey Association           | CCHA         | 9 (9/0)                 | 1971, 2020 |
| ECAC Hockey                                     |              | 12 (12/12)              | 1962       |
| Hockey East                                     | HEA          | 12 (11/10)              | 1984       |
| National Collegiate Hockey Conference           | NCHC         | 9 (9/0)                 | 2011       |
| NCAA Division I Indépendants (hockey sur glace) | Independents | 5 (5/0)                 |            |
| New England Women's Hockey Alliance (en)        | NEWHA        | 8 (0/8)                 | 2018       |
| Western Collegiate Hockey Association           | WCHA         | 8 (0/8)                 | 1951       |

1. ↑  14 membres au total (10 membres masculins, 7 membres féminins) en 2025 : 
  - Ajout de Delaware à la ligue féminine.
  - Départ de l'American International à la ligue masculine.
2. ↑  Fondée en 1997 en tant que ligue masculine de hockey sur glace de la Metro Atlantic Athletic Conference. Séparée de la MAAC en 2003 sous le nom d'Atlantic Hockey Association. Fusionné en 2024 avec College Hockey America (lui-même fondé en 1999) pour former Atlantic Hockey America.
3. 1 2  A commencé à jouer au cours de la saison 2013-2014.
4. ↑  8 membres en 2026 : départ de St. Thomas.
5. ↑  Fondé à l'origine en 1971 et dissous en 2013. Réformé en 2020, avec un début de jeu en 2021.
6. ↑  10 membres en 2026 : ajout de St. Thomas.